# República Popular China en los Juegos Olímpicos de Nagano 1998
La República Popular China estuvo representada en los Juegos Olímpicos de Nagano 1998 por un total de 57 deportistas que compitieron en 7 deportes.
El portador de la bandera en la ceremonia de apertura fue el patinador artístico Zhao Hongbo.

## Medallistas
El equipo olímpico chino obtuvo las siguientes medallas:
| Nombre                               | Deporte                              | Competición      |
| ------------------------------------ | ------------------------------------ | ---------------- |
| Oro                                  |                                      |                  |
| —                                    |                                      |                  |
| Plata                                |                                      |                  |
| Xu Nannan                            | Esquí acrobático                     | Salto aéreo F    |
| An Yulong                            | Patinaje de velocidad en pista corta | 500 m M          |
| Li Jiajun                            | Patinaje de velocidad en pista corta | 1000 m M         |
| Yang Yang                            | Patinaje de velocidad en pista corta | 500 m F          |
| Yang Yang                            | Patinaje de velocidad en pista corta | 1000 m F         |
| Yang Yang Wang Chunlu Sun Dandan     | Patinaje de velocidad en pista corta | Relevos 3000 m F |
| Bronce                               |                                      |                  |
| Chen Lu                              | Patinaje artístico                   | Individual F     |
| Li Jiajun Feng Kai Yuan Ye An Yulong | Patinaje de velocidad en pista corta | Relevos 5000 m M |